# Laja (Boliwia)
Laja – miasto w Boliwii, w departamencie La Paz, w prowincji Los Andes.